# Ten Good Reasons
Ten Good Reasons è il primo album del cantante australiano Jason Donovan, pubblicato dall'etichetta discografica PWL nel 1989.
L'album, disponibile su long playing, musicassetta e compact disc, è prodotto dal trio Stock, Aitken & Waterman. Il brano Especially for You è cantato in duetto con Kylie Minogue.
Il disco viene messo sul mercato dopo l'uscita di tre singoli, ed in seguito ne vengono tratti altri due.

## Tracce

### Lato A
1. Too Many Broken Hearts
2. Nothing Can Divide Us
3. Every Day (I Love You More)
4. You Can Depend on Me
5. Time Heals
6. Sealed with a Kiss

### Lato B
1. Question of Pride
2. If I Don't Have You
3. Change Your Mind
4. Too Late to Say Goodbye
5. Especially for You (con Kylie Minogue)